# Olesea Stamate
Olesea Stamate (n. 20 decembrie 1983, Chișinău, URSS) este o juristă și politiciană moldoveană care a deținut funcția de ministru al Justiției al Republicii Moldova în Guvernul Maia Sandu. Din anul 2021 este deputată în legislatura 2021-2025 a Parlamentului Republicii Moldova, reprezentantă (până la 5 aprilie 2025) a Partidului Acțiune și Solidaritate.

## Biografie
În perioada 1999-2004 Stamate a studiat dreptul la Universitatea de Stat din Moldova, urmând ca în 2004 să obțină o diplomă în științe politice la Colegiul Invizibil din Moldova. În anul următor, a absolvit studiile de masterat în studii europene interdisciplinare în Polonia la Colegiul Europei⁠(d) (Natolin⁠(d)).
Primul loc de muncă a fost cel de manager la ziarul municipal „Capitala”. În perioada 2002-2006, a fost co-fondator și președinte al ONG-ului „Tinerii Europeni Federaliști”. În 2006 s-a angajat la Fundația Soros Moldova, iar din 2007 timp de trei ani a fost directoare a programului „Buna Guvernare” la aceeași instituție, pe filiera „buna guvernare, administrația publică și programul de inițiative europene”. Din 2011 până în 2017 a fost expertă în diverse proiecte susținute de Uniunea Europeană, Programul Națiunilor Unite pentru Dezvoltare sau UN Women, oferind consultanță în reforma instituțiilor administrației publice centrale. În anii 2012-2019 a ocupat funcția de președinte al Asociației pentru Guvernare Eficientă și Responsabilă (AGER).

### Activitate politică

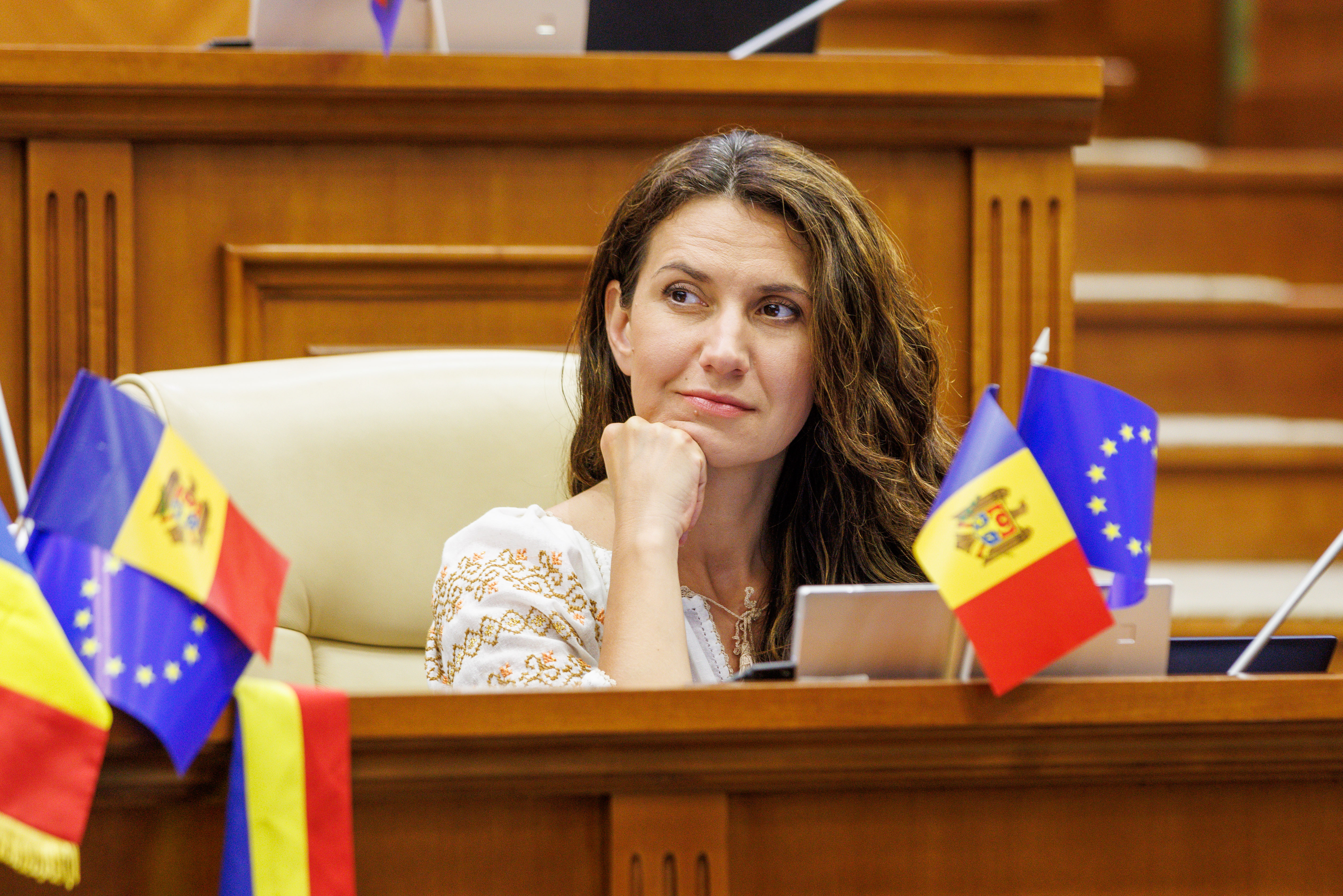
Stamate în fotoliul de deputat

La 8 iunie 2019 a fost învestit Guvernul Sandu, în care ministru al justiției a fost desemnat Stanislav Pavlovschi. La scurt timp, acesta a invocat „incompatibilități de caracter personal” și și-a dat demisia; în locul lui, la 24 iunie, a fost numită Olesea Stamate. Cabinetul de miniștri din care făcea parte a fost demis în noiembrie 2019.
La 15 martie 2020 au fost organizate alegeri parlamentare noi în circumscripția uninominală nr. 38, Hîncești, ca urmare a demisiei deputatului Alexandru Botnari⁠(d). Olesea Stamate a candidat în acest scrutin din partea Partidului Acțiune și Solidaritate, acumulând 32,43%, dar cedându-i candidatului Partidului Socialiștilor din Republica Moldova, Ștefan Gațcan⁠(d), care a luat 39,45%.
În decembrie 2021, Stamate a fost numită consiliera președintei Maia Sandu în domeniul justiției.
A candidat cu numărul 12 pe lista Partidului Acțiune și Solidaritate la alegerile parlamentare din 2021 și a acces în parlament. A fost președinta Comisiei parlamentare juridice, numiri și imunități din 2021 până în 2024; a declarat că renunță la această funcție la 19 ianuarie 2024, dar a rămas în componența acesteia în calitate de membru.
În aprilie 2025, s-a descoperit că amendamentele introduse de Stamate la Legea amnistiei au permis eliberarea din închisoare a unor deținuți extrem de periculoși, unii condamnați pe viață. Drept urmare, a fost exclusă din Partidul Acțiune și Solidaritate și i s-a cerut să depună mandatul.